# Xinhua, Pingdingshan
Xinhua är ett stadsdistrikt och säte för stadsfullmäktige i Pingdingshan i Henan-provinsen i centrala Kina. Det ligger omkring 120 kilometer söder om provinshuvudstaden Zhengzhou.
1. ↑  http://www.geohive.com/cntry/cn-41.aspx